# Szurikáták udvarháza – Ahogy kezdődött
A Szurikáták udvarháza – Ahogy kezdődött (eredeti cím: Meerkat Manor: The Story Begins) az Oxford Scientific Films által 2008-ban készített tévéfilm ami előzménye az Animal Planet Szurikáták udvarháza sorozatnak. A dokumentumfilm narrátora Whoopi Goldberg, ami bemutatja a Hortenzia nevű szurikáta életét, születésétől egészen addig amíg egy szurikátacsalád vezetőjévé nem válik. A filmet a Kalahári Szurikáta Projekt kutatóinak feljegyzései alapján készítettek és elsősorban vadon élő szurikátákat használtak „színészek” gyanánt, hogy ők képviseljék a szereplőket a történetben. A legtöbb felvételt a Kuruman Folyó Rezervátumban, Észak-Fokföldön, Dél-Afrikában vették fel. A filmen a sorozathoz képest sokkal több emberrel dolgoztak. Néhány színhelyet az Egyesült Királyságban forgattak egy vadasparkban.
A 75 perces film premierje a 2008-as Tribeca filmfesztiválon, az Animal Planet televíziós premierje előtt volt 2008. május 25-én. Bár a filmgyártást dicsérték, de negatívuma az volt, hogy nem tudott semmi újat nyújtani a rajongóknak. A Kalahári Szurikáta Projekt észrevette, hogy a film nem volt teljesen pontos, de azért megdicsérte a produkciót. Több kritikus dicsérte Goldberg elbeszélését, de a szövegkönyvet kritizálták, ahogy a felnőtt nézőknek túl leegyszerűsített volt.

## Szinopszis
Flower a Kalahári sivatagban született 2000. március 15-én, anyja Holly a Bajusz klán vezetője. A rivális Lazuli csoport egy támadás során elveszi Bajuszék területét, így kénytelenek lemondani az eddig belakott helyről és új otthont kell keresniük. Egy sólyom megöli Holly-t, és Flower egyéves amikor apja elhagyja a csoportot, hogy megtalálja új társát. Flower nővére, Viale válik a klán vezetőjévé és társának Yossarian-t választja, a kalandozó hímet a Lazuli családból. Flower és Yossarian testvére, Zaphod párosodnak. Viale megöli Flower újszülött kölykeit és száműzi a családból, később azonban megengedi, hogy visszatérjen. Az éhezés és aszály ideje alatt Viale megpróbálja arra késztetni a csoportot, hogy fosztogassanak az út mentén. Azonban egyszer amikor az úton tartózkodik, egy teherautó elüti őt. A csapat megpróbál alkalmazkodni a vezetőjük elvesztéséhez, de egy kígyó megközelíti őket. Flower közbelép és megakadályozza, hogy tragédia történjen. Ezzel ő lesz az új vezetője a klánnak. Zaphod visszatér és Flower párja lesz, míg Yossarian félreáll, és elhagyja a csoportot. Az új vezető csapatával visszatér eredeti otthonukhoz és rövid csata után a Lazli családtól visszafoglalja a területet. A film végén utalnak Flower halálára, ami a sorozat harmadik évadban következik be, és az ő gyermekei lesznek az új nemzedék.

## Kiadások
A film premierje a 2008-as Tribeca filmfesztiválon április 30-án, az Egyesült Államokban az Animal Planet csatornán május 25-én volt. A TV premiert követte az Így készült a Szurikáták udvarháza – Ahogy kezdődött speciál. Angliában október 18-án, Franciaországban pedig október 24-én vetítették.
2008. június 3-án kiadták DVD-n is Észak-Amerikában, az Így készült... speciállal extraként. A lemez szintén tartalmaz egy másik különlegességet a Szurikáták udvarházának tudománya (The Science of Meerkat Manor) kisfilmet amiben a nézők bepillantást nyerhetnek miként dolgoznak együtt a kutatók az állatokkal. A film az Egyesült Királyságban 2009. november 2-án jelent meg.

## Eltérések a sorozattól
A filmben szereplő állatok nevét nem fordították le, mint a sorozatban hanem megtartották az eredetit.